# Las Flores, Tapachula
Las Flores är en ort i Mexiko.   Den ligger i kommunen Tapachula och delstaten Chiapas, i den sydöstra delen av landet, 900 km sydost om huvudstaden Mexico City. Las Flores ligger 110 meter över havet och antalet invånare är 161.
Terrängen runt Las Flores är lite kuperad. Runt Las Flores är det ganska tätbefolkat, med 239 invånare per kvadratkilometer. Närmaste större samhälle är Tapachula, 4,8 km nordost om Las Flores. Trakten runt Las Flores består till största delen av jordbruksmark.